# Савремена српска драма (едиција)
Едиција штампаних књига „Савремена српска драма“ настала је 1998. године и објављује драме писаца српске културе настале у 20. и 21. веку. Издавач едиције је Удружење драмских писаца Србије (УДПС) са партнерима.
До сада је објављено 53 тома едиције са 242 драме и биографије, као и са 53 пропратна текста.

## Историјат и профил едиције
Издавачи едиције 1998. године су били Музеј позоришне уметности Србије и Удружење драмских писаца Србије. Први одговорни уредник је био Миодраг Ђукић, главни уредник Александар Милосављевић, чланови редакције су били Миладин Шеварлић, Жељко Хубач, Радомир Путник, Драган Томић и Драгана Абрамовић. Коректуру је радио Жељко Хубач, а ликовно и техничко решење дао је Ново Чогурић.
У неким бројевима суиздавач је био Завод за проучавање културног развитка из Београда, а стални суиздавачки партнер од 12. књиге је постало Позориште „Модерна гаража“, такође из Београда.
Данас едицију издаје УДПС уз Музеј позоришне уметности Србије и Позориште „Модерна гаража“. Одговорни уредник је Зоран Стефановић, главни уредник Јелена Перић, а члан редакције је Владимир Ђурић Ђура.
Часопис се објављује и у електронском облику на сајту Удружења драмских писаца Србије, а преузима га и „Пројекат Растко“ у својој електронској библиотеци „Савремена српска драма“ (независно настала 1997) као и сајт Стеријиног позорја.
Тематски бројеви су представили женско драмско писмо (књига 44, 2010. године), писце Републике Српске/БиХ (књ. 50, 2013) и драме појединачног аутора, у овом случају Стојана Срдића (књ. 52, 2014).
Осим ове едиције, УДПС повремено издаје и посебна издања књига својих чланова, на српском и другим језицима, као и редовни часопис за културу Драма.